# Gustaf Lagerborg
Gustaf Lagerborg, född 25 juli 1799 i Nedertorneå socken, död 27 september 1862 i Nederkalix socken, var en svensk militär.
Lagerborg var son till majoren Wilhelm Lagerborg och Elisabeth Rechardt. Han blev 1813 i tur och ordning korpral, furir och förare vid Västerbottens regemente samt sergeant vid Göta artilleriregemente 1816 men återkom till Västerbottens regemente året därpå som fänrik. Efter officersexamen 1818 blev han löjtnant där 1828, sekundkapten 1835 och kapten 1837. Åren 1841–1851 tjänstgjorde han i Norrbottens fältjägarkår men kvarstod därefter som kapten i armén. Han fick senare majors avsked. Lagerborg var 1838–1843 chef för Luleå kompani och 1844–1851 chef för Kalix kompani.
Lagerborg gifte sig 1831 med Brita Svanberg, som var dotter till köpmannen Lars Svanberg i Torneå och brorsdotter till professor Jöns Svanberg.